# Rio Cartal
O Rio Cartal é um rio da Romênia, afluente do Casimcea, localizado no distrito de Constanţa.